# Papillacarus akimovi
Papillacarus akimovi är en kvalsterart som beskrevs av Sergienko 1992. Papillacarus akimovi ingår i släktet Papillacarus och familjen Lohmanniidae. Inga underarter finns listade i Catalogue of Life.